# IPP Trophy 1996
L'IPP Trophy 1996 è stato un torneo di tennis facente parte della categoria ATP Challenger Series nell'ambito dell'ATP Challenger Series 1996. Il torneo si è giocato a Ginevra in Svizzera dal 19 al 25 agosto 1996 su campi in terra.

## Vincitori

### Singolare
Marcelo Charpentier ha battuto in finale  Oliver Gross che si è ritirato sul punteggio di 6–2, 3-1

### Doppio
Patrick Baur /  Jens Knippschild hanno battuto in finale  George Bastl /  Michel Kratochvil con il punteggio di 6–1, 6–1